# Château de Dunstanburgh
Le château de Dunstanburgh est un château du Royaume-Uni situé sur la côte nord-est de l'Angleterre, dans le comté de Northumberland, entre les villages de Craster et d'Embleton. Il est situé sur une toute petite partie du Whin Sill qui forme ici un promontoire dominant la mer du Nord.
Il est le plus grand château de la région, son site possède des traces d'occupation antérieure à sa construction au XIVe siècle.

## Histoire
En 1313, le comte Thomas de Lancastre, cousin d'Édouard II d'Angleterre débute la construction d'une grande forteresse. Celle-ci se termine en 1322.
Le château n'a pas joué un rôle important dans les guerres contre les Écossais. Lors de la guerre des Deux-Roses, il fut tenu par les Lancastre en 1462 et 1464. Les dommages subis furent importants et il tomba rapidement en ruines. Il est décrit par une source de 1550 comme un merveilleux grand vestige. Des pierres en furent dérobés pour les constructions environnantes. Son dernier propriétaire privé Sir Arthur Sutherland (en) en fit don au ministère du travail.
Il est maintenant la propriété du National Trust, est classé Grade I. Sa silhouette est un des endroits les plus emblématiques de la côte du Northumberland.

## Source
- (en) Cet article est partiellement ou en totalité issu de l’article de Wikipédia en anglais intitulé « Dunstanburgh Castle » (voir la liste des auteurs).